# Gran Premio di Germania 1958
Il Gran Premio di Germania 1958 fu l'ottava gara della stagione 1958 del Campionato mondiale di Formula 1, disputata il 3 agosto al Nürburgring.
La corsa vide la vittoria di Tony Brooks su Vanwall, seguito dalle Cooper di Roy Salvadori e Maurice Trintignant.

## Vigilia
Per aumentare la partecipazione di concorrenti all'evento, gli organizzatori accettarono in gara anche vetture di categoria Formula 2. Ai piloti in Formula 2 (mostrati in giallo nella tabella sottostante) non fu possibile far segnare punti nel campionato costruttori ed alcune fonti non considerano queste apparizioni tra le statistiche in carriera.
Si tratta del primo Gran Premio della storia della Formula 1, fatta eccezione delle edizioni 1950-1951 e 1953-1958 della 500 miglia di Indianapolis, senza alcun pilota italiano al via.

## Qualifiche
| Pos | N° | Pilota                  | Auto              | Squadra                  | Tempo       | Distacco |
| --- | -- | ----------------------- | ----------------- | ------------------------ | ----------- | -------- |
| 1   | 3  | Mike Hawthorn           | Ferrari 246 F1    | Scuderia Ferrari         | 9:14.0      | -        |
| 2   | 8  | Tony Brooks             | Vanwall VW5       | Vandervell Products Ltd  | 9:15.0      | +1.0     |
| 3   | 7  | Stirling Moss           | Vanwall VW5       | Vandervell Products Ltd  | 9:19.1      | +5.1     |
| 4   | 2  | Peter Collins           | Ferrari 246 F1    | Scuderia Ferrari         | 9:21.9      | +7.9     |
| 5   | 4  | Wolfgang von Trips      | Ferrari 246 F1    | Scuderia Ferrari         | 9:24.7      | +10.7    |
| 6   | 10 | Roy Salvadori           | Cooper T45-Climax | Cooper Car Company       | 9:35.3      | +21.3    |
| 7   | 11 | Maurice Trintignant     | Cooper T45-Climax | RRC Walker Racing Team   | 9:36.9      | +22.9    |
| 8   | 6  | Harry Schell            | BRM P25           | Owen Racing Organisation | 9:39.6      | +25.6    |
| 9   | 5  | Jean Behra              | BRM P25           | Owen Racing Organisation | 9:46.8      | +32.8    |
| 10  | 23 | Phil Hill               | Ferrari 156       | Scuderia Ferrari         | 9:48.9      | +34.9    |
| 11  | 26 | Ian Burgess             | Cooper T43-Climax | High Efficiency Motors   | 9:55.3      | +41.3    |
| 12  | 20 | Bruce McLaren           | Cooper T45-Climax | Cooper Car Company       | 9:56.0      | +42.0    |
| 13  | 21 | Edgar Barth             | Porsche RSK       | Porsche KG               | 9:57.2      | +43.2    |
| 14  | 30 | Tony Marsh              | Cooper T45-Climax | Privato                  | 9:57.5      | +43.5    |
| 15  | 18 | Carel Godin de Beaufort | Porsche 550RS     | Ecurie Maarsbergen       | 10:01.5     | +47.5    |
| 16  | 28 | Ivor Bueb               | Lotus 12-Climax   | Ecurie Demi Litre        | 10:02.6     | +48.6    |
| 17  | 22 | Wolfgang Seidel         | Cooper T43-Climax | Scuderia Centro Sud      | 10:21.0     | +67.0    |
| 18  | 19 | Dick Gibson             | Cooper T43-Climax | Privato                  | 10:55.0     | +101.0   |
| 19  | 24 | Jack Brabham            | Cooper T45-Climax | Cooper Car Company       | 9:43.4      | +29.4    |
| 20  | 17 | Hans Herrmann           | Maserati 250F     | Scuderia Centro Sud      | 10:13.5     | +59.5    |
| 21  | 16 | Jo Bonnier              | Maserati 250F     | Scuderia Centro Sud      | 9:42.7      | +28.7    |
| 22  | 25 | Graham Hill             | Lotus 16-Climax   | Team Lotus               | 10:58.0     | +104.0   |
| 23  | 27 | Christian Goethals      | Cooper T43-Climax | Écurie Éperon d'Or       | 11:22.9     | +128.9   |
| 24  | 12 | Cliff Allison           | Lotus 16-Climax   | Team Lotus               | 9:44.3      | +30.3    |
| 25  | 29 | Brian Naylor            | Cooper T45-Climax | Privato                  | 10:17.9     | +63.9    |
| NP  | 14 | Troy Ruttman            | Maserati 250F     | Scuderia Centro Sud      | senza tempo | -        |

## Gara
All'undicesimo giro, nel disperato tentativo di raggiungere il leader della corsa Brooks, Peter Collins uscì di pista sotto gli occhi del compagno di scuderia Hawthorn e finì contro un albero. A causa delle gravi ferite subite morirà durante il tragitto verso l'ospedale di Bonn.
| Pos | N° | Pilota                  | Costruttore       | Giri | Tempo/Causa Ritiro | Pos partenza | Punti |
| --- | -- | ----------------------- | ----------------- | ---- | ------------------ | ------------ | ----- |
| 1   | 8  | Tony Brooks             | Vanwall VW5       | 15   | 2:21:15.0          | 2            | 8     |
| 2   | 10 | Roy Salvadori           | Cooper T45-Climax | 15   | +3:29.7            | 6            | 6     |
| 3   | 11 | Maurice Trintignant     | Cooper T45-Climax | 15   | +5:11.2            | 7            | 4     |
| 4   | 4  | Wolfgang von Trips      | Ferrari 246 F1    | 15   | +6:16.3            | 5            | 3     |
| 5   | 20 | Bruce McLaren           | Cooper T45-Climax | 15   | +6:26.3            | 12           | *     |
| 6   | 21 | Edgar Barth             | Porsche RSK       | 15   | +6:32.4            | 13           |       |
| 7   | 26 | Ian Burgess             | Cooper T43-Climax | 15   | +6:59.3            | 11           |       |
| 8   | 30 | Tony Marsh              | Cooper T45-Climax | 15   | +7:09.9            | 14           |       |
| 9   | 23 | Phil Hill               | Ferrari 156       | 15   | +7:45.5            | 10           |       |
| 10  | 12 | Cliff Allison           | Lotus 16-Climax   | 13   | +2 Giri            | 24           |       |
| 11  | 28 | Ivor Bueb               | Lotus 12-Climax   | 13   | +2 Giri            | 16           |       |
| Rit | 3  | Mike Hawthorn           | Ferrari 246 F1    | 11   | Frizione           | 1            |       |
| Rit | 2  | Peter Collins           | Ferrari 246 F1    | 10   | Incidente          | 4            |       |
| Rit | 22 | Wolfgang Seidel         | Cooper T43-Climax | 9    | Sospensioni        | 17           |       |
| Rit | 6  | Harry Schell            | BRM P25           | 9    | Freni              | 8            |       |
| Rit | 27 | Christian Goethals      | Cooper T43-Climax | 4    | Pompa benzina      | 23           |       |
| Rit | 25 | Graham Hill             | Lotus 16-Climax   | 4    | Sistema olio       | 22           |       |
| Rit | 5  | Jean Behra              | BRM P25           | 4    | Sospensioni        | 9            |       |
| Rit | 18 | Carel Godin de Beaufort | Porsche 550RS     | 3    | Motore             | 15           |       |
| Rit | 17 | Hans Herrmann           | Maserati 250F     | 3    | Motore             | 20           |       |
| Rit | 7  | Stirling Moss           | Vanwall VW5       | 3    | Magneto            | 3            | 1     |
| Rit | 19 | Dick Gibson             | Cooper T43-Climax | 2    | Motore             | 18           |       |
| Rit | 29 | Brian Naylor            | Cooper T45-Climax | 1    | Pompa benzina      | 25           |       |
| Rit | 24 | Jack Brabham            | Cooper T45-Climax | 1    | Collisione         | 19           |       |
| Rit | 16 | Jo Bonnier              | Maserati 250F     | 1    | Incidente          | 21           |       |
| NP  | 14 | Troy Ruttman            | Maserati 250F     |      | Motore-Non partito |              |       |

* Bruce McLaren, sebbene classificatosi quinto, non riceve punti perché alla guida di una vettura Formula 2.

## Statistiche

### Piloti
- 3° vittoria per Tony Brooks
- 2º e ultimo podio per Roy Salvadori
- 1º Gran Premio per Bruce McLaren
- 1° e unico Gran Premio per Christian Goethals
- Ultimo Gran Premio per Peter Collins e Dick Gibson

### Costruttori
- 6° vittoria per la Vanwall

### Motori
- 6° vittoria per il motore Vanwall

### Pneumatici
- 4° vittoria per la Dunlop

### Giri al comando
- Stirling Moss (1-3)
- Mike Hawthorn (4)
- Peter Collins (5-10)
- Tony Brooks (11-15)

## Classifiche Mondiali

### Piloti
| Pos | Pilota              | Punti |
| --- | ------------------- | ----- |
| 1   | Mike Hawthorn       | 30    |
| 2   | Stirling Moss       | 24    |
| 3   | Tony Brooks         | 16    |
| 4   | Peter Collins       | 14    |
| 5   | Roy Salvadori       | 13    |
| 6   | Luigi Musso         | 12    |
|     | Harry Schell        | 12    |
|     | Maurice Trintignant | 12    |
| 9   | Jimmy Bryan         | 8     |
| 10  | Juan Manuel Fangio  | 7     |
|     | Stuart Lewis-Evans  | 7     |
|     | Wolfgang von Trips  | 7     |
| 13  | Jean Behra          | 6     |
|     | George Amick        | 6     |
| 15  | Tony Bettenhausen   | 4     |
|     | Johnny Boyd         | 4     |
| 17  | Jack Brabham        | 3     |
|     | Cliff Allison       | 3     |
| 19  | Jim Rathmann        | 2     |

### Costruttori
| Pos | Team          | Punti   |
| --- | ------------- | ------- |
| 1   | Ferrari       | 37 (39) |
| 2   | Vanwall       | 33      |
| 3   | Cooper-Climax | 29      |
| 4   | BRM           | 12      |
| 5   | Maserati      | 6       |
| 6   | Lotus-Climax  | 3       |